# Emma Stone
Emily Jean "Emma" Stone (Scottsdale, 6 de novembro de 1988) é uma atriz e produtora norte-americana. Construiu uma carreira sólida em Hollywood, sendo 2 vezes vencedora do Oscar e uma das estrelas mais populares e influentes do Cinema Mundial.
Começou sua carreira como atriz-mirim, atuando em peças teatrais como The Wind in the Willows.
Quando adolescente, mudou-se com sua mãe a Los Angeles e fez sua estreia na televisão em The Partridge Family (2004), um reality show que produziu apenas um episódio piloto não comercializado. Depois de pequenos papéis na televisão, a atriz debutou no cinema em Superbad (2007) e recebeu atenção positiva da mídia por seu papel em Zombieland (2009). A comédia adolescente Easy A (2010) foi o seu primeiro papel principal, pelo qual recebeu indicações ao prêmio BAFTA de Melhor Atriz em Ascensão e ao Globo de Ouro de Melhor Atriz em Comédia ou Musical. Esse avanço foi seguido de papéis de sucesso na comédia romântica Crazy, Stupid, Love (2011) e no drama The Help (2011).
Stone ganhou amplo reconhecimento ao ter interpretado Gwen Stacy no filme The Amazing Spider-Man (2012) e sua sequência de 2014. Ela foi indicada ao Oscar de Melhor Atriz Coadjuvante, além do BAFTA, Critics' Choice, Globo de Ouro e Screen Actors Guild, por atuar como Sam Thomson, uma viciada em drogas em recuperação, na comédia de humor negro Birdman (2014). Sua estreia na Broadway aconteceu em um revival do musical Cabaret (2014–2015).
Em 2016, Stone recebeu aclamação por parte da crítica pela sua interpretação como Mia Dolan, uma aspirante atriz, no musical La La Land, o qual lhe valeu prêmios como Oscar, BAFTA, Globo de Ouro, Screen Actors Guild e Coppa Volpi no Festival de Veneza, todos na categoria de Melhor Atriz. Ela retratou Billie Jean King no filme biográfico Battle of the Sexes (2017) e Abigail Masham na dramédia The Favorite (2018), pela qual foi novamente elogiada e indicada ao Oscar, BAFTA, Critics' Choice, Globo de Ouro e Screen Actors Guild de Melhor Atriz Coadjuvante. Ainda em 2018, ela estrelou na minissérie de humor negro Maniac. Em 2023, produziu e estrelou o filme Poor Things, pelo qual ganhou o Globo de Ouro de Melhor Atriz em Comédia ou Musical e de Melhor Filme de Comédia ou Musical, o Critics' Choice, o BAFTA e Oscar de Melhor Atriz, em que também foi nomeada na categoria de Melhor Filme.

## Início de vida

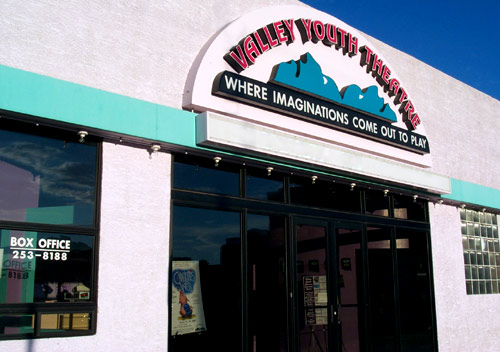
Stone apareceu em dezesseis produções no Valley Youth Theatre.

Emily Jean Stone nasceu em 6 de novembro de 1988, em Scottsdale, Arizona, filha de Krista Jean Stone (née Yeager), dona de casa, e Jeffrey Charles Stone, fundador e CEO de uma empresa de contratação geral . Stone viveu nos terrenos do resort Camelback Inn dos 12 aos 15 anos . Ela tem um irmão mais novo, Spencer . Seu avô paterno, Conrad Ostberg Sten, era de uma família sueca que anglicizou seu sobrenome para "Stone" quando imigraram para os Estados Unidos através da Ilha Ellis. Ela também tem ascendência alemã, inglesa, escocesa e irlandesa .

Quando criança, Stone tinha muita cólica e chorava com frequência; consequentemente, desenvolveu nódulos e calos nas cordas vocais enquanto criança . Stone se descreveu como tendo sido "barulhenta" e "mandona" enquanto crescia . Ela foi educada na Escola Primária Sequoya e frequentou a Escola Secundária Cocopah na sexta série. Embora ela não gostasse da escola, ela afirmou que sua natureza controladora significava que "eu me assegurei de obter tudo com" . Stone sofreu ataques de pânico quando criança, que ela diz ter causado um declínio em suas habilidades sociais. Ela passou por terapia, mas afirma que foi sua participação em peças de teatro locais que ajudou a curar os ataques.
A primeira vez que tive um ataque de pânico, estava sentada na casa de um amigo e pensei que a casa estava pegando fogo. Liguei para minha mãe e ela me levou para casa, e pelos próximos três anos isso simplesmente não parava. Eu ia à enfermeira no almoço quase todos os dias e apenas torcia as mãos. Pedia à minha mãe que me dissesse exatamente como seria o dia e depois perguntaria novamente 30 segundos depois. Eu só precisava saber que ninguém iria morrer e nada iria mudar.

— Stone, The Wall Street Journal, junho de 2015 .
Stone começou a atuar aos quatro anos; ela queria uma carreira em desenho de comédia inicialmente, mas mudou seu foco para o teatro musical e teve aulas de voz por vários anos . Sua estréia como atriz, aos 11 anos, veio em uma produção teatral de The Wind in the Willows, interpretando o papel de Otter . A atriz foi educada em casa por dois anos, durante os quais apareceu em dezesseis produções no Phoenix Youth Valley Theatre - incluindo The Princess and the Pea, Alice's Adventures in Wonderland e Joseph and the Amazing Technicolor Dreamcoat, e se apresentou com a trupe de comédia improvisada do teatro . Nessa época, ela viajou para Los Angeles e fez o teste sem sucesso para um papel em All That, da Nickelodeon. Seus pais a enviaram posteriormente para aulas particulares de atuação com um treinador local, que havia trabalhado na Agência William Morris na década de 1970.
Stone frequentou o Xavier College Preparatory - um colegial católico para meninas, como caloura, mas desistiu após um semestre para se tornar atriz.   Ela preparou uma apresentação em PowerPoint para seus pais, intitulada "Project Hollywood" (com a música "Hollywood" de 2003 da Madonna) para convencê-los a deixá-la se mudar para a Califórnia para seguir uma carreira de atriz. Em janeiro de 2004, ela se mudou com a mãe para um apartamento em Los Angeles.  Ela lembra: "Eu participei de todos os shows no Disney Channel e fiz o teste para interpretar a filha em todas as comédias", acrescentando: "Acabei não conseguindo". Entre as audições para os papéis, ela se matriculou em aulas on-line do ensino médio e trabalhou meio período em uma padaria para cães.

## Carreira

### Início de carreira (2004–2008):
Quando Stone se registrou na Screen Actors Guild, o nome "Emily Stone" já estava sendo usado. Ela optou inicialmente por "Riley Stone", mas depois de estrelar como convidada no drama da NBC, Medium e na sitcom da Fox, Malcolm in the Middle, ela decidiu que estava mais à vontade com "Emma" . Ela escolheu usar "Emma" em homenagem a Emma Bunton, das Spice Girls . Ela fez sua estréia na televisão como Laurie Partridge no reality show da competição de talentos VH1, In Search of the New Partridge Family (2004). O programa resultante, intitulado The New Partridge Family (2004), permaneceu um piloto não vendido . Ela seguiu isso com uma aparição na série da HBO, Lucky Louie. Ela fez o teste para estrelar como Claire Bennet no drama de ficção científica da NBC, Heroes (2007), mas não teve sucesso e mais tarde chamou isso de sua experiência de "fundo do poço". Em abril de 2007, ela interpretou Violet Trimble no drama de ação da Fox, Drive, mas o programa foi cancelado após sete episódios. Stone estreou no cinema na comédia de Greg Mottola, Superbad (2007), co-estrelando Michael Cera e Jonah Hill. O filme conta a história de dois estudantes do ensino médio que passam por uma série de desventuras em quadrinhos depois que planejam comprar álcool para uma festa. Para desempenhar o papel do interesse romântico de Hill, ela pintou o cabelo de vermelho . Um revisor do The Hollywood Reporter achou-a "atraente", mas achou que seu papel estava mal escrito . Stone descreveu a experiência de atuar em seu primeiro filme como "incrível ... mas muito diferente de outras experiências que tive desde então". O filme foi um sucesso comercial e lhe rendeu o Young Hollywood Award por Emocionante Cara Nova. 
No ano seguinte, Stone estrelou a comédia The Rocker (2008), interpretando Amelia Stone, a baixista "cara séria" de uma banda; ela aprendeu a tocar baixo para o papel . A atriz, que se descreve como "uma grande risadinha", admitiu que achou difícil retratar um personagem cujos traços de personalidade eram tão diferentes dos seus. O filme e sua performance receberam críticas negativas dos críticos e foram um fracasso comercial . Seu próximo lançamento, a comédia romântica The House Bunny, teve um desempenho melhor nas bilheterias, tornando-se um sucesso comercial moderado . O filme a vê interpretando a presidente de uma irmandade e apresentando uma versão cover da música de 1982 das garçonetes "I Know What Boys Like" . As críticas ao filme foram geralmente negativas , embora ela tenha sido elogiada por seu papel coadjuvante e Ken Fox, da TV Guide, escreveu sobre Stone que: "Ela é positivamente incandescente, iluminando um filme que bem escuro sem ela" .

### Avanço (2009–2011):

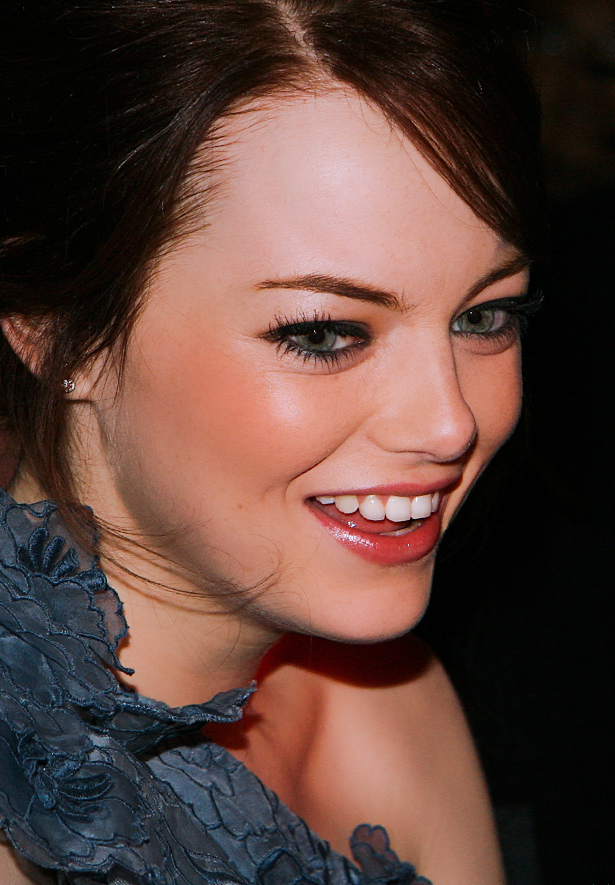
Stone no Festival Cannes em 2010.

Stone apareceu em três filmes lançados em 2009. O primeiro deles foi ao lado de Matthew McConaughey, Jennifer Garner e Michael Douglas em Ghosts of Girlfriends Past, de Mark Waters. Vagamente baseada na novela de Charles Dickens, de 1843, A Christmas Carol, a comédia romântica a faz interpretar um fantasma que assombra seu ex-namorado. A reação crítica ao filme foi negativa, embora tenha sido um sucesso comercial modesto . Seu empreendimento mais rentável naquele ano foi o filme de comédia negra Zombieland de Ruben Fleischer, com US $ 102,3 milhões, no qual ela apresenta ao lado de Jesse Eisenberg, Woody Harrelson e Abigail Breslin . No filme, ela apareceu como vigarista e sobrevivente de um apocalipse zumbi, em um papel que Chris Hewitt, do Empire, considerou estar "um pouco subscrito" . Em uma crítica mais positiva, o crítico do The Daily Telegraph escreveu: "Ele prometeu imensamente Stone ... é um biscoito duro que projeta a aura de ser mais sábio do que seus anos" . O terceiro lançamento de Stone em 2009 foi Paper Man, de Kieran Mulroney, um drama de comédia que decepcionou os críticos .

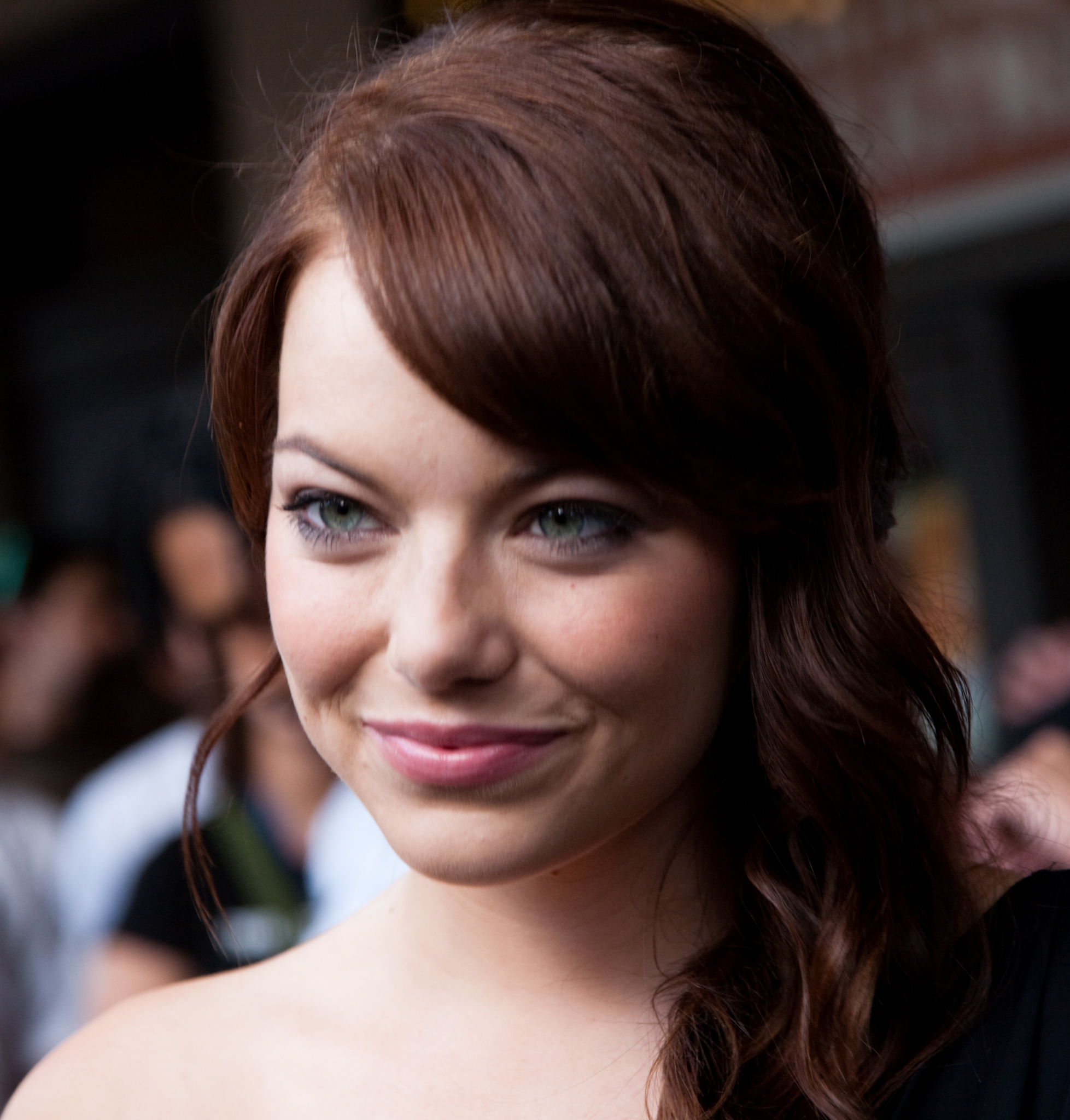
Emma na estréia mundial de Zombieland em 2009

Stone fez a voz de uma pastora australiana em Marmaduke (2010), uma comédia do diretor Tom Dey, baseada na longa história em quadrinhos de Brad Anderson com o mesmo nome . Seu avanço veio no mesmo ano com um papel principal em Easy A, uma comédia adolescente dirigida por Will Gluck . Baseado parcialmente no romance histórico de Nathaniel Hawthorne, de 1850, The Scarlet Letter, o filme conta a história de Olive Penderghast (Stone), uma estudante do ensino médio que se envolve em um escândalo sexual cômico depois que um falso boato circula. que ela é sexualmente promíscua.  Stone leu o script antes que o projeto fosse escolhido para produção e o acompanhou com seu gerente enquanto os detalhes da produção estavam sendo finalizados. Ela achou o roteiro "tão diferente e único de tudo o que eu havia lido antes", dizendo que era "engraçado e doce". Quando Stone descobriu que o filme havia começado a produção, ela se encontrou com Gluck, expressando seu entusiasmo pelo projeto. Alguns meses depois, o processo de audição começou e ela se encontrou novamente com Gluck, tornando-se uma das primeiras atrizes a fazer o teste . O filme recebeu críticas críticas positivas, e o desempenho de Stone foi considerado seu principal ativo . Anna Smith, da Time Out, comentou: "Stone apresenta uma performance fantástica, sua falta de conhecimento implica intelecto e indiferença com o calor subjacente" . Com uma bilheteria total de US $ 75 milhões, o filme foi um sucesso comercial . Stone foi indicada ao prêmio BAFTA Rising Star e ao Globo de Ouro de Melhor Atriz em Comédia ou Musical, e ganhou o MTV Movie Award por Melhor Performance Cômica .

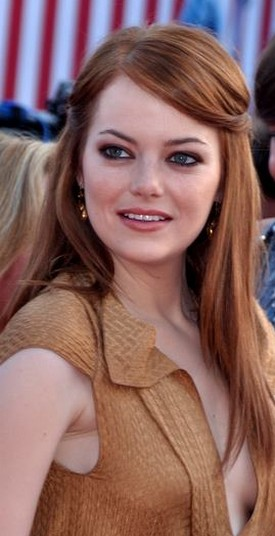
Emma Stone no Festival de Deauville, na França em 2011.

Em outubro de 2010, Stone apresentou um episódio da comédia de desenho noturno da NBC, Saturday Night Live; suas aparições incluíam um esboço que lembrava Lindsay Lohan . Stone descreveu como "a melhor semana da minha vida" . Ela o apresentou novamente em 2011, apareceu em um episódio em 2014 e em seu especial de 40 anos em 2015 . Uma breve aparição na comédia sexual Friends with Benefits (2011) a reuniu com Gluck . Ela seguiu isso com um papel coadjuvante na comédia romântica de Glenn Ficarra e John Requa, Crazy, Stupid, Love (2011) ao lado de Steve Carell, Ryan Gosling e Julianne Moore. O filme mostra como ela se formou em Direito e o interesse amoroso do personagem de Gosling. Apesar de encontrar "alguns inevitáveis colapsos da convenção" no filme, Drew McWeeny, da HitFix, escreveu que Stone "liga todo o filme" . No Teen Choice Awards de 2012, ela ganhou por sua atuação no filme. Crazy, Stupid, Love foi um sucesso de bilheteria, arrecadando US $ 142,9 milhões em todo o mundo, com um orçamento de produção de US $ 50 milhões .
Desiludida por ser considerada o "interesse sarcástico do cara", Stone co-estrelou com Viola Davis no drama de época de Tate Taylor, The Help (2011), um filme que ela considerou desafiador . O filme é baseado no romance de Kathryn Stockett de 2009 com o mesmo nome e se passa nos anos 1960 em Jackson, Mississippi. Ela se encontrou com Taylor para expressar um desejo de trabalhar no filme.  Taylor disse: "Emma era completamente estranha e idiota, com sua voz rouca, e sentou-se, ficamos um pouco intoxicados e nos divertimos muito, e eu pensei: 'Deus! Deus! Isso é Skeeter" . Ela foi escalada como Eugenia "Skeeter" Phelan, uma escritora aspirante a aprender sobre a vida das empregadas afro-americanas. Em preparação para o papel, ela treinou para falar em um dialeto do sul; ela também se educou no Movimento dos Direitos Civis através da literatura e do cinema . Com uma arrecadação mundial de US $ 216 milhões, contra um orçamento de US $ 25 milhões, The Help se tornou o filme de maior sucesso comercial de Stone até aquele momento . O filme e seu desempenho receberam críticas positivas dos críticos . Ao escrever para Empire, Anna Smith achou que Stone era "bem-intencionada e extremamente agradável", apesar de encontrar falhas no personagem . O filme foi indicado ao Oscar de Melhor Filme , e ganhou o prêmio de Melhor Elenco do Círculo de Críticos de Cinema Feminino e da Associação de Críticos de Cinema de Transmissão .

### The Amazing Spider-Man,Birdmane Broadway (2012–2015):

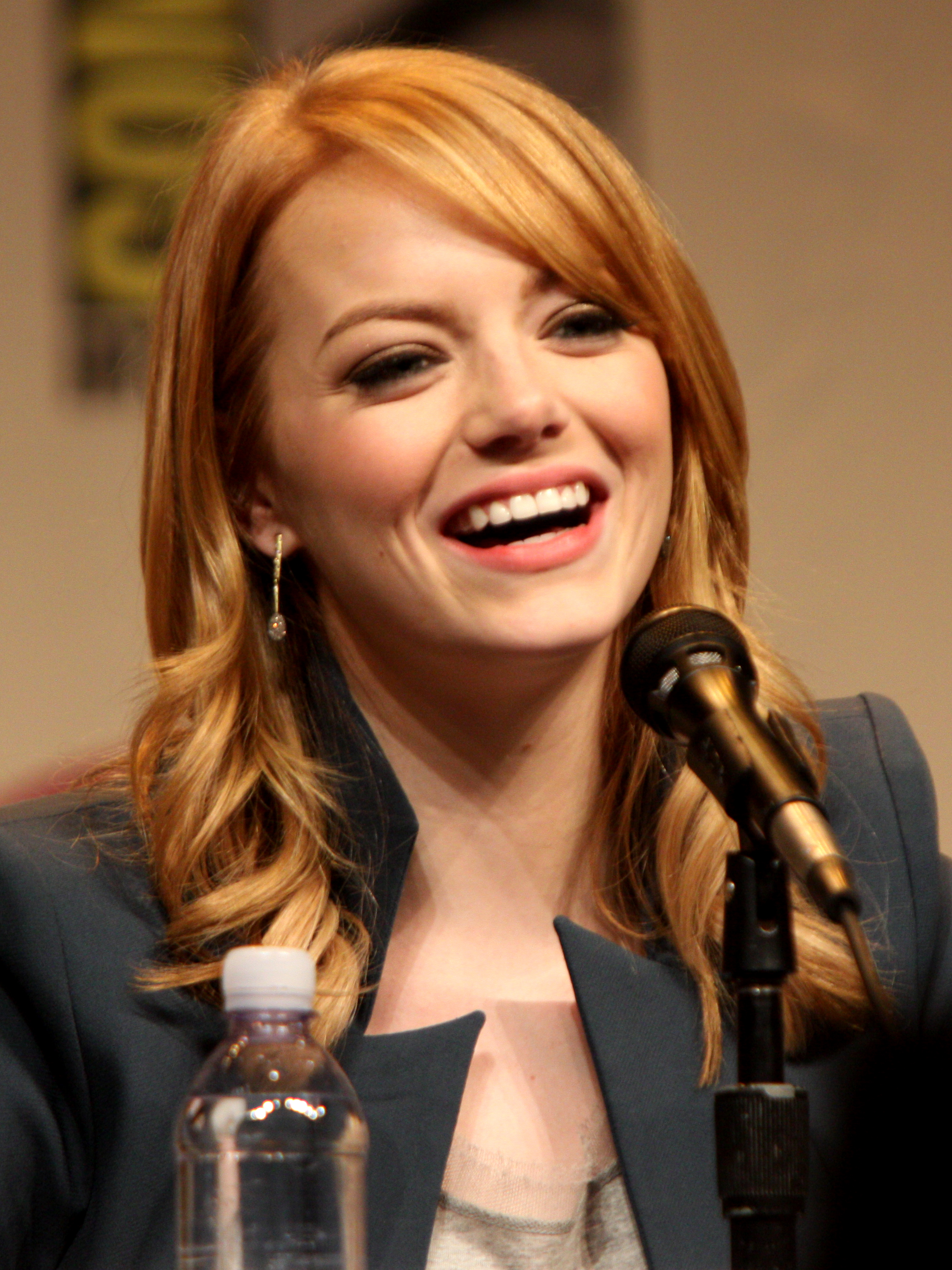
Emma Stone na WonderCon em 2012.

Stone recusou um papel no filme de ação 21 Jump Street depois de assinar o filme de 2012 de Marc Webb, The Amazing Spider-Man, uma reinicialização da série Spider-Man de Sam Raimi . Ela interpretou Gwen Stacy, o interesse amoroso do personagem-título (interpretado por Andrew Garfield) . Stone voltou a uma cor de cabelo loiro para o papel, depois de tingi-lo de vermelho anteriormente . Ela disse ao The Vancouver Sun que se sentia responsável por se educar sobre o Homem-Aranha e admitiu que não havia lido os quadrinhos: "Minha experiência foi com os filmes de Sam Raimi ... Eu sempre assumi que Mary Jane foi seu primeiro amor" , acrescentando que ela só conhecia o personagem de Stacy no retrato de Bryce Dallas Howard em Homem-Aranha 3 . O Incrível Homem-Aranha foi um sucesso comercial e foi o sétimo filme de maior bilheteria de 2012, com receita global de US $ 757,9 milhões . Lisa Schwarzbaum, da Entertainment Weekly, achou Stone "irresistível"  e Ian Freer, da revista Empire, ficou particularmente impressionado com as performances de Stone e Garfield . Na cerimônia anual do People's Choice Awards, ela foi indicada a três prêmios, incluindo a atriz de cinema favorita . Mais tarde naquele ano, Stone fez um papel no videogame baseado no crime, Sleeping Dogs, que lhe rendeu um Spike Video Game Award de Melhor Performance por uma Mulher Humana .
Stone começou 2013 com um papel de voz em The Croods, da DreamWorks, um filme de animação indicado ao Oscar de Melhor Filme de Animação . Isso se seguiu com uma aparição no filme Movie 43, um filme de antologia que consiste em dezesseis contos - ela desempenhou o papel principal no segmento intitulado "Veronica" . A atriz colaborou com Ryan Gosling e Sean Penn em Gangster Squad (2013), de Ruben Fleischer, um thriller policial ambientado em Los Angeles durante a década de 1940. Scott, do New York Times, descartou o filme como "uma mistura agitada de fedoras e ternos zoot", mas elogiou sua parceria com Gosling . Stone expressou o desejo de trabalhar com Gosling em mais projetos .

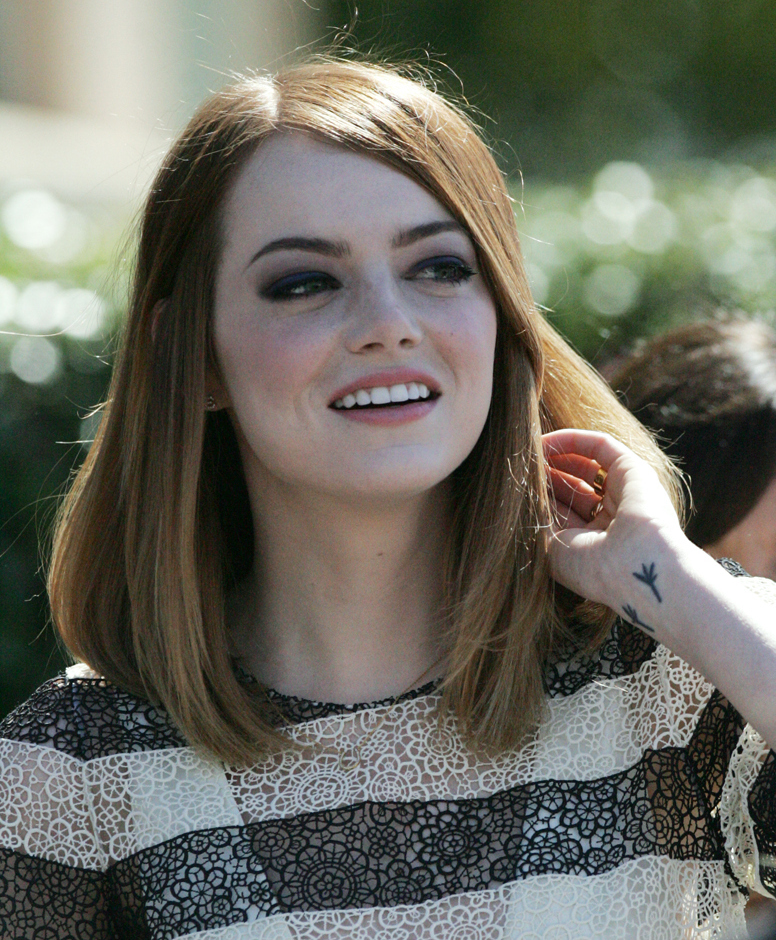
Emma Stone nas filmagens de "Magic In The Moonlight" em 2014.

Em 2014, Stone reprisou o papel de Gwen Stacy em The Amazing Spider-Man 2. Em entrevista à Total Film, a atriz explicou que seu personagem não era dependente do protagonista do filme. "Ela o salva mais do que ele. Ela é incrivelmente útil para o Homem-Aranha ... Ele é o músculo, ela é o cérebro." .Seu desempenho foi bem recebido pelos críticos ; uma crítica do Empire a elogiou por se destacar no filme: "Stone é o Heath Ledger desta série, fazendo algo inesperado com um personagem coadjuvante facilmente dispensado" . O papel lhe rendeu o prêmio de Atriz Favorita do Filme no Kids' Choice Awards de 2015 . Mais tarde naquele ano, Stone assumiu um papel na comédia romântica de Woody Allen, Magic in the Moonlight, um sucesso comercial modesto . Scott criticou seu papel e associou-se a Colin Firth, descrevendo-o como "o tipo de bobagem pedante que significa significar intelecto superior" .
A comédia negra Birdman, do diretor Alejandro González Iñárritu, foi o lançamento final de Stone em 2014. Co-estrelando Michael Keaton e Edward Norton, o filme a apresenta no papel de Sam Thomson, a filha viciada em recuperação do ator Riggan Thomson (Keaton), que se torna seu assistente. Iñárritu criou o personagem com base em sua experiência com a filha . Birdman foi aclamado pela crítica , e foi o filme de maior sucesso no 87º Oscar; foi nomeado para nove prêmios, vencendo quatro, incluindo Melhor Filme . A Movie Network considerou uma das melhores performances de Stone até hoje e Robbie Collin, do The Daily Telegraph, ficou impressionado com o monólogo que ela oferece, que ele pensava ser "como uma agulha de tricô no estômago" . Ela recebeu vários elogios por sua interpretação, incluindo indicações para um Oscar, um BAFTA, um Globo de Ouro, uma guilda de atores de tela e um prêmio Critics 'Choice Movie de Melhor Atriz Coadjuvante .
De novembro de 2014 a fevereiro de 2015, Stone estrelou um renascimento do musical da Broadway, Cabaret como Sally Bowles, assumindo o papel de Michelle Williams . Considerando que é "a coisa mais perturbadora de todos os tempos", Stone disse à revista Entertainment Weekly que ouviu uma estação de rádio francesa para se preparar mentalmente para o papel . Marilyn Stasio, da Variety, criticou seu canto e achou seu desempenho "um pouco estreito como plataforma emocional, mas uma escolha inteligente para suas habilidades de atuação, o ajuste perfeito para sua inteligência aguda e energia cinética" . Os dois filmes de Stone em 2015 - o drama de comédia romântica Aloha e o drama de mistério Irrational Man, foram fracassos críticos e comerciais , e seus papéis foram criticados pelos críticos. Em Aloha, de Cameron Crowe, ela assumiu o papel de piloto da força aérea ao lado de Bradley Cooper, e no Irrational Man, dirigido por Woody Allen, retratou o interesse romântico do personagem de Joaquin Phoenix, um professor de filosofia. O primeiro foi controverso por ter caiado o elenco, já que o personagem de Stone deveria ter ascendência asiática, havaiana e sueca; Mais tarde, Stone lamentou o projeto, reconhecendo a lavagem de dinheiro como um problema generalizado em Hollywood . Apesar das críticas, ela foi nomeada para o Teen Choice Awards de 2015 . Stone também apareceu no videoclipe do single "Anna", de Win Butler .

### La La Land(2016–presente):

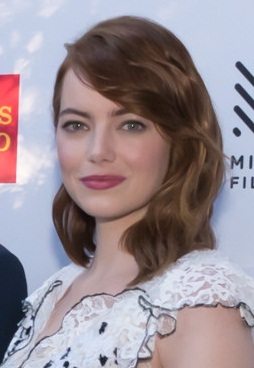
Emma Stone na premiere de La La Land em 2016.

Durante seu show no Cabaret, Stone conheceu o diretor Damien Chazelle, que, impressionado com sua performance, a escalou em seu comédia musical La La Land . O projeto, que marcou sua terceira colaboração com Gosling, apresentou Stone como Mia Dolan, uma aspirante a atriz que vive em Los Angeles . Stone emprestou várias experiências da vida real para sua personagem e, em preparação, assistiu The Umbrellas of Cherbourg e filmes de Fred Astaire e Ginger Rogers . Para a trilha sonora do musical, ela gravou seis músicas. La La Land serviu como filme de abertura no Festival de Veneza de 2016 e recebeu críticas altamente positivas . Além de ser o filme mais bem classificado de Stone no agregador de críticas Rotten Tomatoes , o filme foi bem-sucedido nas bilheterias, faturando mais de US$ 440 milhões contra seu orçamento de US $ 30 milhões . Ao escrever para o The Guardian, Peter Bradshaw comentou: "Stone nunca foi melhor: soberbamente inteligente, espirituosa, vulnerável, seus enormes olhos de corça irradiando inteligência mesmo, ou especialmente, quando estão cheios de lágrimas" . Stone recebeu um Oscar, BAFTA, Globo de Ouro e um SAG Award de Melhor Atriz .

O único lançamento de Stone em 2017 foi o drama esportivo Battle of the Sexes, baseado na partida homônima de 1973 entre as tenistas Billie Jean King (Stone) e Bobby Riggs (Steve Carell). Em preparação, Stone se reuniu com King, assistiu a cenas antigas e entrevistas com ela, treinou com um treinador de dialeto para falar com o sotaque de King e bebeu shakes de proteína de alto teor calórico para ganhar 6,8 kg . O filme estreou com críticas positivas no Festival Internacional de Cinema de Toronto de 2017, e alguns críticos consideraram o desempenho de Stone o melhor de sua carreira . Benjamin Lee, do The Guardian, elogiou-a por jogar contra o tipo e a creditou por ser "forte" e "convincente" no papel . Mesmo assim, o filme faturou menos do que o orçamento de US $25 milhões. Stone recebeu sua quarta indicação ao Globo de Ouro e participou da cerimônia com King .

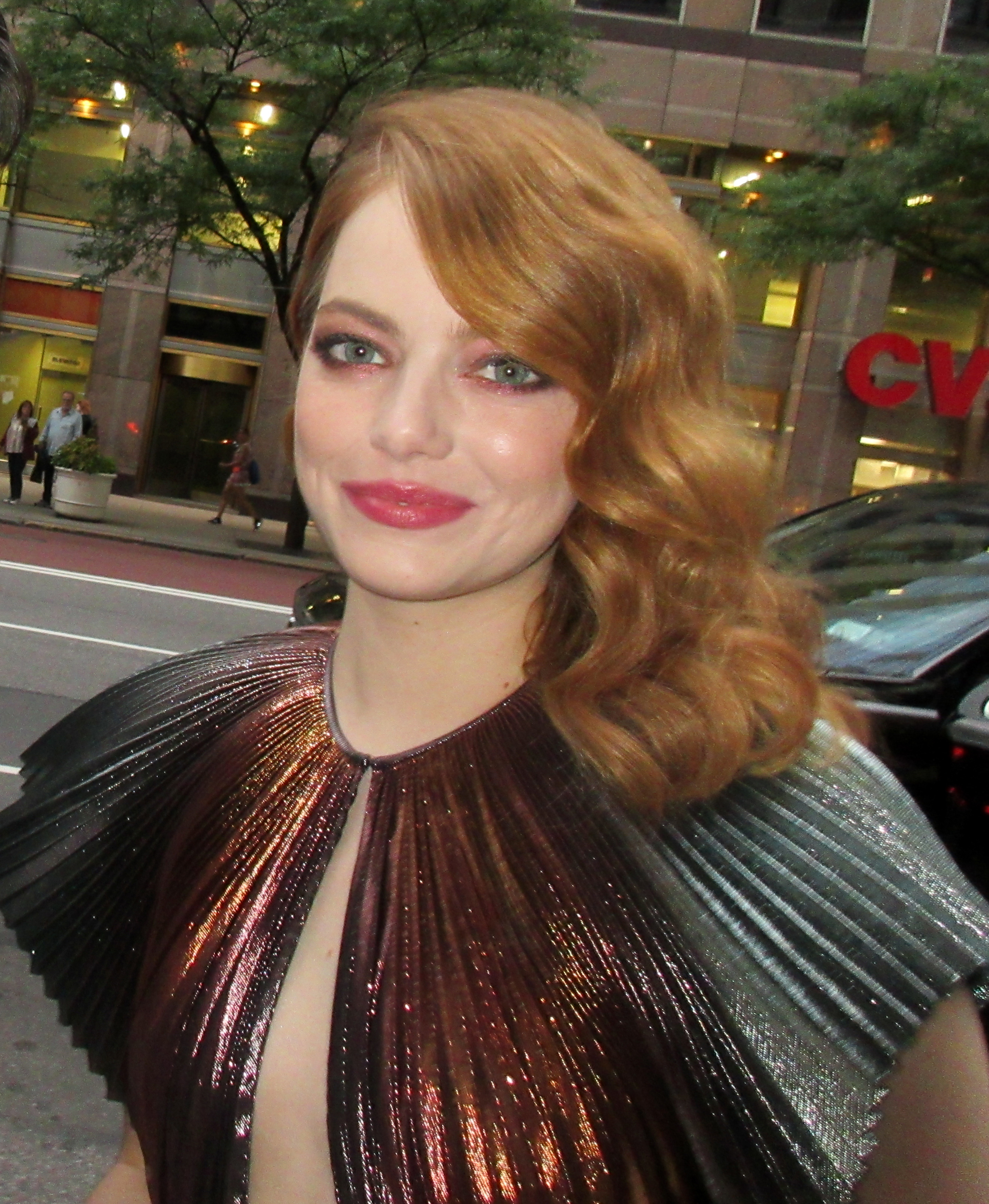
Stone em um evento para Maniac em 2018.

Em 2018, Stone e Rachel Weisz estrelaram como Abigail Masham e Sarah Churchill, duas primas que lutavam pelo afeto da rainha Ana da Inglaterra (Olivia Colman), no drama histórico de comédia de Yorgos Lanthimos, A Favorita. Stone achou desafiador ser americano no elenco britânico e teve dificuldade em dominar o sotaque . O filme estreou no 75º Festival Internacional de Cinema de Veneza, em agosto . Michael Nordine, da IndieWire, elogiou Stone por assumir um papel ousado depois de La La Land, e chamou as três principais protagonistas de "um majestoso triunvirato em uma peça de época que é tão trágica quanto hilária" . Para The Favorite, Stone recebeu sua quinta indicação ao Globo de Ouro e a terceira indicação ao Oscar . Em setembro, ela atuou como produtora executiva da minissérie de comédia negra da Netflix, Maniac, co-estrelando Jonah Hill e dirigida por Cary Fukunaga. Stone e Hill interpretaram dois estranhos, Annie Landsberg e Owen Milgrim, cujas vidas são transformadas devido a um misterioso teste farmacêutico. Admirador do trabalho de Fukunaga, Stone concordou com o projeto sem ler o roteiro.  Lucy Mangan, do The Guardian, elogiou Stone e Hill por jogar contra o tipo e por apresentar as melhores performances da carreira ; Judy Berman da Time ficou igualmente impressionada com seu crescimento como atores desde Superbad e tomou nota da complexidade em suas performances . No mesmo ano, Stone apareceu ao lado de Paul McCartney em um videoclipe de sua música "Who Cares" .
Stone reprisou seu papel de Wichita em Zombieland: Double Tap (2019), que recebeu críticas mistas e faturou US $ 122 milhões em todo o mundo . Ela estrelará em Cruella, um spin-off de ação do One Hundred and One Dalmatians, no qual interpretará Cruella de Vil (originalmente interpretada por Glenn Close na adaptação de 1996) . Ela também deve retornar como a voz de Eep na sequência de The Croods e estrelar o drama Love May Fail, baseado no romance de Matthew Quick em 2015 .

## Vida pessoal

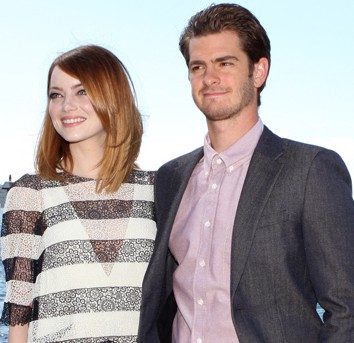
Stone com Andrew Garfield na estréia de The Amazing Spider-Man 2 em Sydney, 2014.

Stone mudou-se de Los Angeles para Greenwich Village, Nova York, em 2009. Em 2016, ela voltou para Los Angeles. Apesar da frequente cobertura da mídia, a atriz se recusou a falar sobre sua vida privada. Preocupada em viver uma vida "normal", ela disse que encontra pouco valor na atenção da mídia. Ela expressou seu gosto pela profissão e citou a atriz Diane Keaton como influência, que é (nas palavras de Stone) "uma das atrizes mais encobertas de todos os tempos". Ela também nomeou a atriz e cantora e compositora Marion Cotillard como uma de suas inspirações.
Stone tem um relacionamento próximo com sua família. Ela diz: "Sou abençoada com uma grande família e ótimas pessoas ao meu redor que seriam capazes de me chutar nas canelas se eu por um minuto me perder nas nuvens. Eu tive muita sorte nesse sentido" . Durante a produção de The Amazing Spider-Man, em 2010, Stone namorou a co-estrela Andrew Garfield . Seu relacionamento foi relatado na mídia, com várias especulações. O casal se recusou a falar sobre isso publicamente, embora fizessem várias aparições juntos. Em 2014, em uma ocasião em Nova York, Stone e Garfield incentivaram os paparazzi a visitar sites que espalham a consciência de causas como o autismo . Em 2015, foi relatado que eles terminaram . Desde 2017, Stone mantém um relacionamento romântico com o diretor do segmento do Saturday Night Live, Dave McCary . Eles ficaram noivos em dezembro de 2019 e se casaram em setembro de 2020.. Em março de 2021 nasceu a primeira filha do casal.
Segundo Stone, ela sofre de asma, que descobriu após ter dificuldade em respirar enquanto filmava Easy A . Sua mãe foi diagnosticada com câncer de mama triplo negativo e foi curada em 2008 . Stone e sua mãe comemoraram fazendo tatuagens de pássaros nos pés, projetadas por Paul McCartney, uma referência ao "Blackbird" dos Beatles, que é uma música que ela e a mãe amam . Ela apareceu em uma campanha da Revlon que promoveu a conscientização sobre o câncer de mama . Em 2011, a atriz apareceu em um vídeo colaborativo entre Guerra nas Estrelas e Stand Up to Cancer, que teve como objetivo arrecadar fundos para a pesquisa do câncer . Dois anos depois, ela participou de um evento do Gilda's Club, uma organização que trabalha com um objetivo semelhante . De 2012 a 2014, ela organizou o Revlon Run/Walk da Entertainment Industry Foundation, que ajuda a combater o câncer de mulher .
Stone, ao lado de outras três celebridades, esteve presente no Nickelodeon HALO Awards 2012, um especial de televisão que apresentava o perfil de cinco adolescentes que estão "ajudando e liderando os outros" (HALO) . Ela participou da Hora do Planeta 2014, um movimento mundial para o planeta organizado pelo World Wide Fund for Nature . Em 2015, ela participou de um evento de angariação de fundos em apoio ao Motion Picture & Television Fund, que ajuda pessoas da indústria da televisão e do cinema com recursos limitados ou inexistentes . Em 2018, ela colaborou com 300 mulheres em Hollywood para estabelecer a iniciativa Time's Up para proteger as mulheres de assédio e discriminação .

## Na mídia

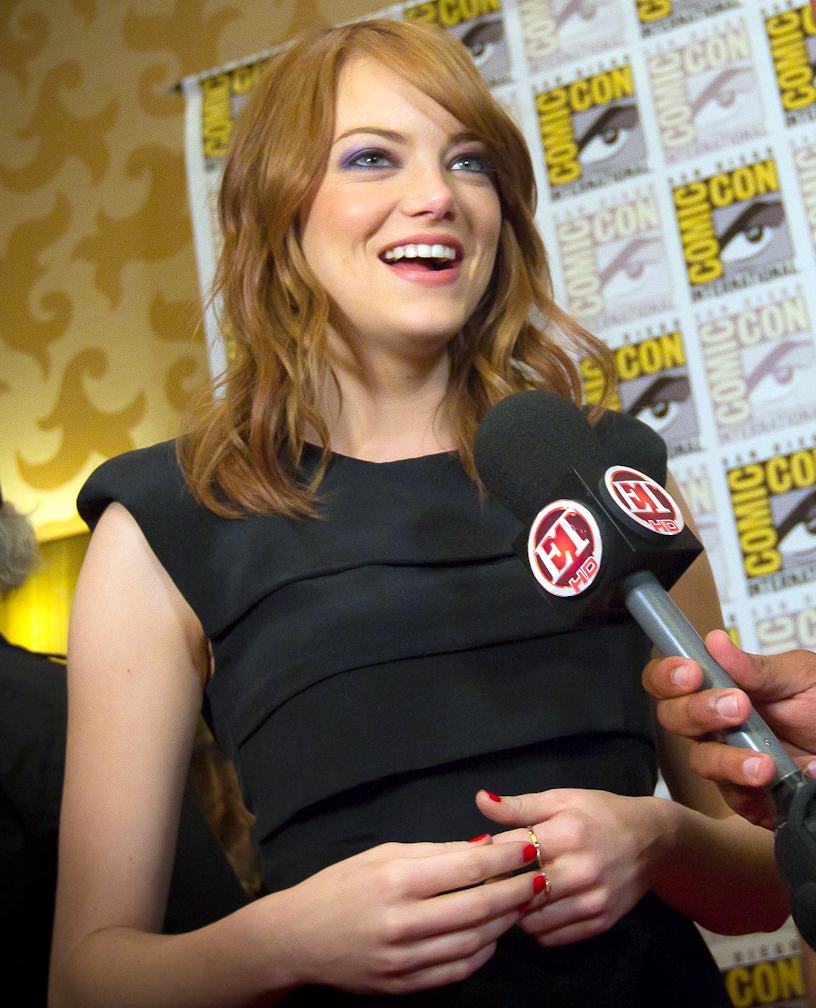
Stone na San Diego Comic-Con International 2011. Seus cabelos, olhos e voz rouca foram descritos como marcas registradas pela mídia.

Várias publicações da mídia consideram Stone uma das atrizes mais talentosas de sua geração . Comentando sobre sua atuação em The Help, Kirk Honeycutt, do The Hollywood Reporter, a chamou de "uma de nossas melhores atrizes jovens" . Ela é conhecida por estrelar produções de alto nível e filmes independentes de baixo orçamento. Daniel D'Addario, da Time, descreve o último como "risco substantivo" e acrescenta que assumir um papel neles lhe dá a oportunidade de "tentar algo novo e obter credibilidade" . Analisando sua personalidade na tela, Jessica Kiang, da Indiewire, observou que Stone "geralmente interpreta o tipo acessível, realista e de garota ao lado da porta", e ela também demonstra muitas dessas qualidades, juntamente com uma recusa absoluta de se levar a sério demais" .
À medida que sua carreira nos filmes de Hollywood se desenvolveu, Stone se tornou uma atriz popular e de sucesso . Em 2008, ela liderou as 20 principais estrelas em ascensão da Saturday Night Magazine com menos de 30 anos e foi incluída em uma lista semelhante compilada pela Moviefone . LoveFilm a colocou na lista das 20 melhores atrizes de 2010 com menos de 30 anos, e sua performance em Easy A foi incluída no Top 10 da Time em 2010 . Ela apareceu na Celebrity 100 em 2013, uma compilação das 100 pessoas mais poderosas do mundo, selecionadas anualmente pela Forbes. A revista informou que havia ganho US $ 16 milhões entre junho de 2012 e junho de 2013 . Nesse mesmo ano, ela foi classificada em primeiro lugar entre as 10 melhores estrelas de melhor valor da revista . Em 2015, a Forbes publicou que havia se tornado uma das atrizes mais bem pagas, com ganhos de US $ 6,5 milhões . A revista a classificaria como atriz mais bem paga do mundo dois anos depois, com ganhos anuais de $ 26 milhões . Em 2017, ela foi apresentada pela Time como uma das 100 pessoas mais influentes do mundo .
Stone foi descrita como um ícone de estilo - a mídia cita seus cabelos, olhos e voz rouca como suas marcas registradas. A Vogue credita a atriz por seus "looks sofisticados e perfeitamente combinados", escrevendo que "seu carisma, tanto na tela quanto fora dela, encantou muitos" . Em 2009, atuou no Top 99 Mulheres do AskMen, nas 100 mulheres mais sexy do mundo, na FHM, e nas 100 melhores da revista Maxim ; a última também a colocou na lista em três outras ocasiões‍ - ‌2010, 2011 e 2014 . Ela continuou a aparecer nas listas anuais de beleza do AskMen de 2010 a 2015, classificando-se entre as quarenta melhores do ano . Em 2011, ela apareceu na lista da Victoria's Secret de O que é sexy?, como a atriz mais sexy . Ela foi mencionada em várias outras listas de mídia naquele ano, incluindo as 100 mulheres mais bonitas da revista People, cada uma das 100 mulheres mais sexy do mundo da FHM e da FHM Austrália e as 100 mulheres mais quentes da revista Men's Health . Ela ficou em sexto lugar na lista da Empire das 100 estrelas mais sexy do cinema em 2013 . Stone foi nomeada a mulher mais bem vestida de 2012 pela revista Vogue e foi destaque em listas semelhantes pela Glamour em 2013 e 2015, e People em 2014 . Em 2017, Buzznet a nomeou uma das mulheres mais bonitas do mundo .

## Filmografia

### Cinema
| Ano  | Título                                          | Título em Português                                                    | Papel                               | Notas                         |
| ---- | ----------------------------------------------- | ---------------------------------------------------------------------- | ----------------------------------- | ----------------------------- |
| 2007 | Superbad                                        | br: Superbad - É Hoje pt: Super Baldas                                 | Jules                               |                               |
| 2008 | The Rocker                                      | br: O Roqueiro                                                         | Amelia                              |                               |
| 2008 | The House Bunny                                 | br/pt: A Casa das Coelhinhas                                           | Natalie                             |                               |
| 2009 | Ghosts of Girlfriends Past                      | br: Minhas adoráveis ex-namoradas pt: As Minhas Adoráveis ex-Namoradas | Allison Vandermeersh                |                               |
| 2009 | Paper Man                                       | br: Tempo de Crescer                                                   | Abby                                |                               |
| 2009 | Zombieland                                      | br: Zumbilândia pt: Bem-Vindo à Zombieland                             | Wichita                             | (Co)protagonista              |
| 2010 | Marmaduke                                       | br: Marmaduke - Ele Chegou Tirando Onda                                | Mazie                               | Voz                           |
| 2010 | Easy A                                          | br: A Mentira pt: Ela é Fácil!                                         | Olive Penderghast                   | Protagonista                  |
| 2011 | Friends with Benefits                           | br: Amizade Colorida pt: Amigos Coloridos                              | Kayla                               |                               |
| 2011 | Crazy, Stupid, Love.                            | br: Amor a Toda Prova pt: Amor, Estúpido e Louco                       | Hannah "Nana" Weaver                | (Co) protagonista             |
| 2011 | The Help                                        | br: Histórias Cruzadas pt: As Serviçais                                | Skeeter                             | Protagonista                  |
| 2012 | The Amazing Spider-Man                          | br: O Espetacular Homem-Aranha pt: O Fantástico Homem-Aranha           | Gwen Stacy                          | Coadjuvante                   |
| 2013 | Gangster Squad                                  | br: Caça aos Gângsteres                                                | Grace Faraday                       |                               |
| 2013 | The Croods                                      | br/pt: Os Croods                                                       | Eep                                 | Voz protagonista              |
| 2013 | Movie 43                                        | br: Para Maiores pt: Comédia Explícita - Movie 43                      | Veronica                            | (Co) protagonista             |
| 2014 | The Amazing Spider-Man 2                        | br: O Espetacular Homem-Aranha 2 pt: O Fantástico Homem-Aranha 2       | Gwen Stacy                          | Coadjuvante                   |
| 2014 | Magic in the Moonlight                          | br/pt: Magia ao Luar                                                   | Sophie                              | Protagonista                  |
| 2014 | Birdman or (The Unexpected Virtue of Ignorance) | br/pt: Birdman (ou a Inesperada Virtude da Ignorância)                 | Sam Thomson                         | Coadjuvante                   |
| 2015 | Irrational Man                                  | br/pt: O Homem Irracional                                              | Jill Pollard                        |                               |
| 2015 | Aloha                                           | br: Sob O Mesmo Céu pt: Aloha                                          | Allison NG                          | (Co) protagonista             |
| 2016 | La La Land                                      | br: La La Land - Cantando Estações pt: La Land - Melodia de Amor       | Mia Dolan                           | Protagonista                  |
| 2017 | Battle of the Sexes                             | br: A Guerra dos Sexos pt: Guerra dos Sexos                            | Billie Jean King                    | Protagonista                  |
| 2018 | The Favourite                                   | br: A Favorita                                                         | Abigail Masham                      | Coadjuvante                   |
| 2019 | Zombieland: Double Tap                          | br:Zumbilandia: Atire Duas Vezes                                       | Wichita / Krista                    | (Co) protagonista             |
| 2021 | Cruella                                         | Pt/br: Cruella                                                         | Cruella de Vil                      | Protagonista / Produtora      |
| 2022 | Bleat                                           |                                                                        | Woman                               | Protagonista / Curta-metragem |
| 2022 | When You Finish Saving the World                |                                                                        | —                                   | Produtora                     |
| 2023 | Problemista                                     |                                                                        | —                                   | Produtora                     |
| 2023 | Poor Things                                     | br: Pobres Criaturas                                                   | Bella Baxter / Victoria Blessington | Protagonista / Produtora      |
| 2024 | Kinds of Kindness                               |                                                                        |                                     | Protagonista / Produtora      |
| 2025 | Eddington                                       |                                                                        | Louise Cross                        | Protagonista                  |
| 2025 | Bugonia                                         |                                                                        | Michelle                            | Protagonista / Produtora      |

### Televisão
| Ano       | Título                                  | Título em português                                                               | Papel                  | Notas                             |
| --------- | --------------------------------------- | --------------------------------------------------------------------------------- | ---------------------- | --------------------------------- |
| 2005      | The New Partridge Family                | br: A Nova Família Pertridge                                                      | Laurie Partridge       | Telefilme                         |
| 2005      | Medium                                  | br: A Paranormal pt: Medium                                                       | Cynthia McCallister    | 1 episódio                        |
| 2006      | The Suite Life of Zack & Cody           | br: Zack & Cody: Gêmeos em Ação pt: Hotel Doce Hotel: As Aventuras de Zack & Cody | Ivana (Cachorro)       | 1 episódio                        |
| 2006      | Malcolm in the Middle                   | br: Malcom pt: A Vida é Injusta                                                   | Diane                  | 1 episódio                        |
| 2006      | Lucky Louie                             |                                                                                   | Shannon                | 1 episódio                        |
| 2007      | Drive                                   |                                                                                   | Violet Trimble         | 7 episódios                       |
| 2010      | Saturday Night Live                     | br/pt: Saturday Night Live                                                        | Apresentadora          | 1 episódio                        |
| 2011      | Saturday Night Live                     | br/pt: Saturday Night Live                                                        | Apresentadora          | 1 episódio                        |
| 2011      | Robot Chicken                           | br: Frango Robô                                                                   | Diversos               | 2 episódios                       |
| 2012      | 30 Rock                                 | br: 30 Rock pt: Rockfeller 30                                                     | Ela mesma              | 1 episódio                        |
| 2012      | iCarly                                  | br/pt: iCarly                                                                     | Heather                | 1 episódio                        |
| 2014      | Saturday Night Live                     | br/pt:Saturday Night Live                                                         | Gwen Stacy             | 1 episódio                        |
| 2015      | Saturday Night Live Especial de 40 anos | br/pt:Saturday Night Live Especial de 40 anos                                     | Roseanne Roseannadanna | Especial de aniversário           |
| 2015      | Saturday Night Live                     | br/pt:Saturday Night Live                                                         | Ela mesma              | 1 episódio                        |
| 2016      | Maya & Marty                            | br/pt:Maya & Marty                                                                | Ela mesma              | 1 episódio                        |
| 2016      | Saturday Night Live                     | br/pt:Saturday Night Live                                                         | Ela mesma              | 1 episódio                        |
| 2018      | Maniac                                  | Maniac                                                                            | Annie Landsberg        | Protagonista; Produtora Executiva |
| 2023-2024 | The Curse                               | The Curse                                                                         | Whitney Siegel         | Protagonista; Produtora Executiva |

### Video Game
| Ano  | Título        | Título em português  | Papel             | Notas |
| ---- | ------------- | -------------------- | ----------------- | ----- |
| 2013 | Sleeping Dogs | br/pt: Sleeping Dogs | Amanda Cartwright | Voz   |

## Prêmios e indicações
| Ano                                                     | Filme                                                | Prêmio                                                                    | Resultado |
| ------------------------------------------------------- | ---------------------------------------------------- | ------------------------------------------------------------------------- | --------- |
| 2010                                                    | Zombieland                                           | Scream Award de Melhor Atriz - Terror                                     | Indicado  |
| 2010                                                    | Zombieland                                           | Scream Award de Melhor Elenco                                             | Venceu    |
| 2010                                                    | Zombieland                                           | Teen Choice Award de Atriz Favorita - Comédia                             | Indicado  |
| 2011                                                    | Easy A                                               | Globo de Ouro de melhor atriz em comédia ou musical                       | Indicado  |
| 2011                                                    | Easy A                                               | MTV Movie Award de Melhor Atriz                                           | Indicado  |
| 2011                                                    | Easy A                                               | MTV Movie Award de Melhor Comediante                                      | Venceu    |
| 2011                                                    | Easy A                                               | Teen Choice Award de Atriz Favorita - Comédia                             | Venceu    |
| 2012                                                    | The Help                                             | Critics' Choice Award de Melhor Elenco                                    | Venceu    |
| 2012                                                    | The Help                                             | National Board of Review de Melhor Elenco                                 | Venceu    |
| 2012                                                    | The Help                                             | People's Choice Award de Atriz Favorita                                   | Venceu    |
| 2012                                                    | The Help                                             | Satellite Award de Melhor Elenco                                          | Venceu    |
| 2012                                                    | The Help                                             | SAG Award de Melhor Elenco                                                | Venceu    |
| 2012                                                    | The Help                                             | Teen Choice Award de Atriz Favorita - Drama                               | Venceu    |
| 2012                                                    | Crazy, Stupid, Love                                  | MTV Movie Award de Melhor Atriz                                           | Indicado  |
| 2012                                                    | Crazy, Stupid, Love                                  | MTV Movie Award de Melhor Beijo                                           | Indicado  |
| 2012                                                    | Crazy, Stupid, Love                                  | Teen Choice Award de Atriz Favorita - Comédia                             | Venceu    |
| 2013                                                    | The Amazing Spider-Man                               | People's Choice Award de Atriz Favorita                                   | Indicado  |
| 2013                                                    | The Amazing Spider-Man                               | People's Choice Award de Melhor Herói/Heroína                             | Indicado  |
| 2013                                                    | The Amazing Spider-Man                               | People's Choice Award de Melhor Química (com Andrew Garfield)             | Indicado  |
| 2014                                                    | Birdman                                              | Boston Society of Film Critics de Melhor Atriz Coadjuvante                | Venceu    |
| 2014                                                    | Birdman                                              | Boston Society of Film Critics de Melhor Elenco                           | Indicado  |
| 2014                                                    | Birdman                                              | Chicago Film Critics Association de Melhor Atriz Coadjuvante              | Indicado  |
| 2014                                                    | Birdman                                              | Dallas-Fort Worth Film Critics Association de Melhor Atriz Coadjuvante    | Indicado  |
| 2014                                                    | Birdman                                              | Phoenix Film Critics Society de Melhor Atriz Coadjuvante                  | Indicado  |
| 2014                                                    | Birdman                                              | Phoenix Film Critics Society de Melhor Elenco                             | Venceu    |
| 2014                                                    | Birdman                                              | Oscar de Melhor Atriz Coadjuvante                                         | Indicado  |
| 2014                                                    | Birdman                                              | BAFTA de melhor atriz coadjuvante                                         | Indicado  |
| 2014                                                    | Birdman                                              | Critics' Choice Movie Award de Melhor Atriz Coadjuvante                   | Indicado  |
| 2014                                                    | Birdman                                              | Critics' Choice Award de Melhor Elenco                                    | Venceu    |
| 2014                                                    | Birdman                                              | Globo de Ouro de melhor atriz coadjuvante em cinema                       | Indicado  |
| 2014                                                    | Birdman                                              | Independent Spirit Award de melhor atriz coadjuvante                      | Indicado  |
| 2014                                                    | Birdman                                              | Satellite Award de melhor atriz coadjuvante no cinema                     | Indicado  |
| 2014                                                    | Birdman                                              | SAG Award de Melhor Atriz Coadjuvante                                     | Indicado  |
| 2014                                                    | Birdman                                              | SAG Award de Melhor Elenco em Cinema                                      | Venceu    |
| 2014                                                    | The Amazing Spider-Man 2                             | People's Choice Award de Atriz Favorita                                   | Indicado  |
| 2014                                                    | The Amazing Spider-Man 2                             | People's Choice Award de Atriz Dramática Favorita                         | Indicado  |
| 2014                                                    | The Amazing Spider-Man 2                             | People's Choice Award de Melhor Dupla (com Andrew Garfield)               | Indicado  |
| 2016                                                    | La La Land                                           | Coppa Volpi de Melhor Atriz                                               | Venceu    |
| 2016                                                    | La La Land                                           | Critics' Choice Movie Award de Melhor Atriz                               | Indicado  |
| 2016                                                    | La La Land                                           | BAFTA de Melhor Atriz                                                     | Venceu    |
| 2016                                                    | La La Land                                           | Satellite Award de melhor atriz em cinema                                 | Indicado  |
| 2016                                                    | La La Land                                           | SAG Award de Melhor Atriz Principal                                       | Venceu    |
| 2016                                                    | La La Land                                           | Globo de Ouro de melhor atriz em comédia ou musical                       | Venceu    |
| 2016                                                    | La La Land                                           | San Diego Film Critics Society de melhor atriz principal                  | Indicado  |
| 2016                                                    | La La Land                                           | Oscar de Melhor Atriz                                                     | Venceu    |
| 2017                                                    | Battle of the Sexes                                  | Globo de Ouro de melhor atriz em comédia ou musical                       | Indicado  |
| 2017                                                    | Battle of the Sexes                                  | Critics Choice Movie Award de melhor atriz em comédia                     | Indicado  |
| 2017                                                    | Battle of the Sexes                                  | Satellite Award de melhor atriz em cinema                                 | Indicado  |
| 2018                                                    | The Favourite                                        | Atlanta Film Critics Circle de Melhor Atriz Coadjuvante                   | Venceu    |
| 2018                                                    | The Favourite                                        | Gotham Award de Melhor Elenco                                             | Venceu    |
| 2018                                                    | The Favourite                                        | British Independent Film Award de Melhor Atriz Coadjuvante                | Indicado  |
| 2018                                                    | The Favourite                                        | Detroit Film Critics Society de Melhor Atriz Coadjuvante                  | Indicado  |
| 2018                                                    | The Favourite                                        | Detroit Film Critics Social de Melhor Elenco                              | Indicado  |
| 2018                                                    | The Favourite                                        | Indiana Film Journalist Association de Melhor Atriz                       | Indicado  |
| 2018                                                    | The Favourite                                        | Los Angeles Online Film Critics Society Award de Melhor Atriz Coadjuvante | Indicado  |
| 2018                                                    | The Favourite                                        | Los Angeles Online Film Critics Society Award de Melhor Elenco            | Venceu    |
| 2018                                                    | The Favourite                                        | St. Louis Gateway Film Critics Association de Melhor Atriz Coadjuvante    | Indicado  |
| 2018                                                    | The Favourite                                        | Washington D.C. Area Film Critics Association de Melhor Atriz Coadjuvante | Indicado  |
| 2018                                                    | The Favourite                                        | Washington Film Critics Association de Melhor Elenco                      | Venceu    |
| 2019                                                    | The Favourite                                        |                                                                           |           |
| Oscar de melhor atriz coadjuvante                       | The Favourite                                        | Indicado                                                                  |           |
| BAFTA de melhor atriz coadjuvante                       | The Favourite                                        | Indicado                                                                  |           |
| Critics' Choice Movie Award de Melhor Atriz Coadjuvante | The Favourite                                        | Indicado                                                                  |           |
| Critics' Choice Awards de Melhor Elenco                 | The Favourite                                        | Venceu                                                                    |           |
| Globo de Ouro de melhor atriz coadjuvante em cinema     | The Favourite                                        | Indicado                                                                  |           |
| Satellite Award de melhor atriz coadjuvante no cinema   | The Favourite                                        | Indicado                                                                  |           |
| Satellite Award de melhor elenco                        | The Favourite                                        | Venceu                                                                    |           |
| SAG Award de melhor atriz coadjuvante                   | The Favourite                                        | Indicado                                                                  |           |
| Maniac (minissérie)                                     | SAG Award de melhor atriz em minissérie ou telefilme | Indicado                                                                  |           |
| Maniac (minissérie)                                     | Satellite de melhor atriz em minissérie ou telefilme | Indicado                                                                  |           |
| 2023                                                    | Poor Things                                          | Chicago Film Critics Association de Melhor Atriz                          | Indicado  |
| 2023                                                    | Poor Things                                          | Dallas-Fort Worth Film Critics Association de Melhor Atriz                | Indicado  |
| 2023                                                    | Poor Things                                          | Florida Film Critics Circle de Melhor Atriz                               | Indicado  |
| 2023                                                    | Poor Things                                          | Gotham Awards de Melhor Filme Internacional                               | Indicado  |
| 2023                                                    | Poor Things                                          | Las Vegas Film Critics Society de Melhor Atriz                            | Venceu    |
| 2023                                                    | Poor Things                                          | Los Angeles Film Critics Association de Melhor Performance Principal      | Venceu    |
| 2024                                                    | The Curse                                            | Globo de Ouro de melhor atriz em série dramática                          | Indicado  |
| 2024                                                    | Poor Things                                          | Globo de Ouro de melhor filme de comédia ou musical                       | Venceu    |
| 2024                                                    | Poor Things                                          | Globo de Ouro de melhor atriz em comédia ou musical                       | Venceu    |
| 2024                                                    | Poor Things                                          | Oscar de melhor atriz                                                     | Venceu    |
| 2024                                                    | Poor Things                                          | Oscar de melhor filme                                                     | Indicado  |
| 2024                                                    | Poor Things                                          | Prémio Critics Choice de melhor atriz em cinema                           | Venceu    |
| 2024                                                    | Poor Things                                          | BAFTA de melhor atriz em cinema                                           | Venceu    |
| 2024                                                    | Poor Things                                          | BAFTA de melhor filme                                                     | Indicado  |
| 2024                                                    | Poor Things                                          | BAFTA de melhor filme britânico                                           | Indicado  |
| 2024                                                    | Poor Things                                          | Satellite Award de melhor atriz - filme musical ou comédia                | Indicado  |
| 2024                                                    | Poor Things                                          | London Film Critics' Circle Award de Atriz do Ano                         | Venceu    |